# Rio Ciugud
O Rio Ciugud é um rio da Romênia, afluente do Mureş, localizado no distrito de Alba.